# Нижний Рейн (регион)

Положение Нижнего Рейна на карте Германии

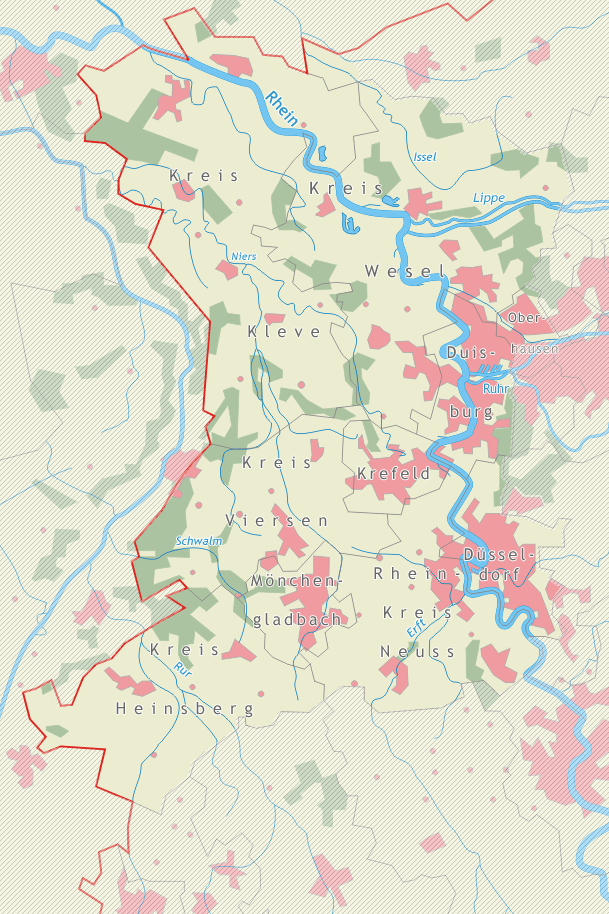
Карта региона Нижний Рейн

Регион Нижний Рейн (нем. Region Niederrhein) — западная часть территории земли Северный Рейн-Вестфалия (Германия), граничащая с Нидерландами. Этот регион отличается от Нижнего Рейна, как нижней части речного бассейна Рейна, поскольку бассейн Нижнего Рейна начинается гораздо дальше к юго-востоку, от впадения в Рейн реки Зиг. Регион Нижнего Рейна отличается также от крупного природного территориального комплекса (ПТК), называемого «Нижнерейнской бухтой» (Нижнерейнская низменность).
Наиболее точное значение региона Нижнего Рейна даёт указание на его историческое прошлое, а именно на язык проживающих здесь потомков коренных народов, говорящих на особых ранних Нижнерейнских диалектах, относящихся к Нижнефранкским языкам.

## География

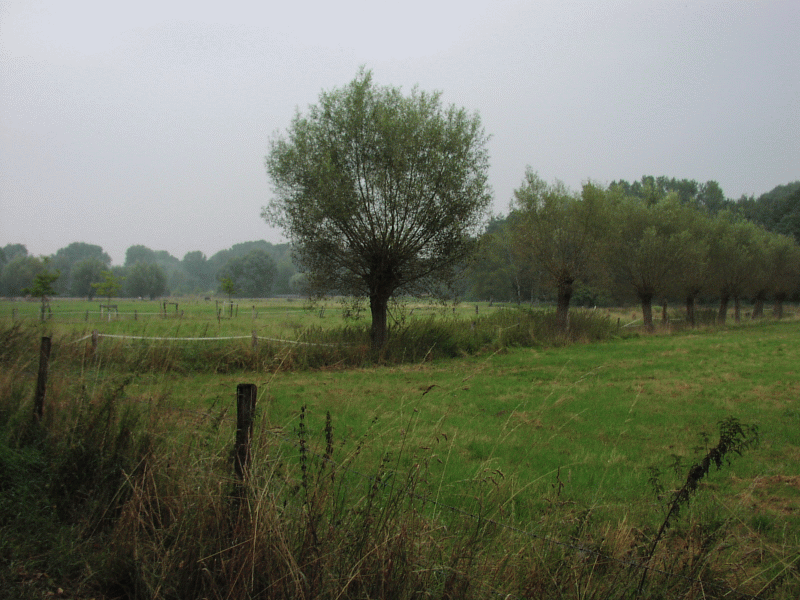
Типичный ландшафт региона Нижний Рейн.

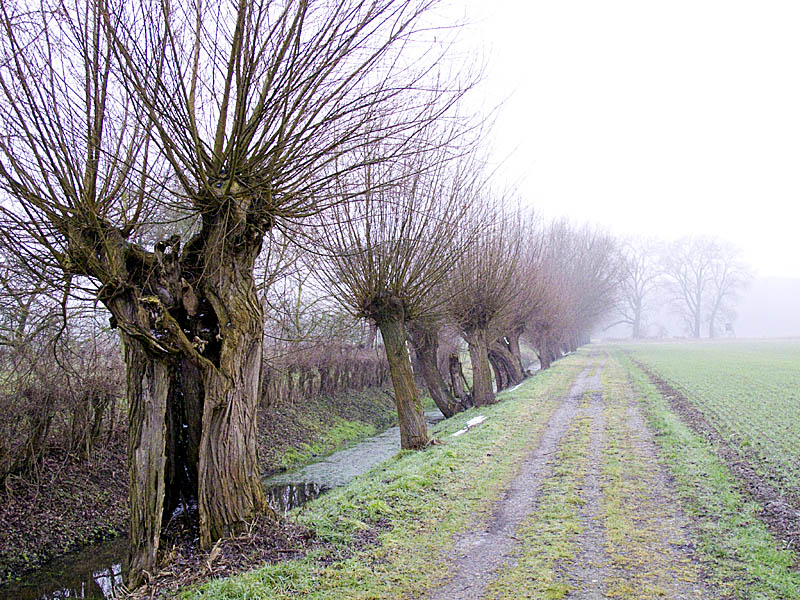
Типичный культурный ландшафт региона Нижний Рейн в районе Везель: старые обрезанные ивы.

### Историческое ядро региона
Сердцевину Нижнего Рейна образуют районы Клеве, Везель и Фирзен, а также города Крефельд и Дуйсбург. Кроме того, сюда входят части городов Иссельбурга и Оберхаузена (Альт-Оберхаузен и Штеркраде), района Рейн-Нойс, города Мёнхенгладбаха и района Хайнсберг.
Регион примерно соответствует территории, на которой располагались бывшие суверенитеты Герцогство Клевское, Графство Мёрс, Герцогство Гельдерн, северная левобережная часть Кёльнского курфюршества. До образования обширной прусской Рейнской провинции эти районы входили в основном в провинцию Юлих-Клеве-Берг, и частично в провинцию Нижнего Рейна, часть из которых ныне относится к Среднему Рейну и региону Пфальц.

### Периферия
К этой части региона относятся Дюссельдорф, часть района Меттман вдоль Рейна и части Леверкузена, принадлежавшие историческому герцогству Берг. Эта территория считается также частью исторической крупной Рейнской области.
Южная граница периферии Нижнерейнского региона пролегает в левобережье Рейна примерно до линии Хайнсберг, Эркеленц, Гревенброх, Дормаген, а на правом берегу Рейна до Монхайма и северных районов Леверкузена и Кёльна. Эта граница примерно соответствует пределу распространения производства нижнерейнского тёмного пива «Альтбир».

### Структура региона
Регион Нижний Рейн подразделяется на Средний Нижний Рейн и Нижний Нижний Рейн.
К Среднему Нижнему Рейну относятся города и районы: Брюгген, Грефрат, Виллих, Дюссельдорф, Камп-Линтфорт, Кемпен, Крефельд, Мёнхенгладбах, Неттеталь, Нидеркрюхтен, Нойкирхен-Флюн, Нойс, Тёнисфорст, Фирзен и Швальмталь.
К Нижнему Нижнему Рейну относятся города и районы: Альпен, Бедбург-Хау, Вахтендонк, Везель, Веце, Гельдерн, Гох, Динслакен, Дуйсбург, Иссум, Калькар, Керкен, Кевелар, Клеве, Краненбург, Ксантен, Мёрс, Райнберг, Рес, Рёрт, Удем, Фёрде, Хамминкельн, Хюнксе, Штрален и Эммерих.
Это подразделение примерно соответствует двум торгово-промышленным палатам нем., IHK) Нижнего Рейна: IHK Дуйсбург-Везель-Клеве и IHK Среднего Нижнего Рейна (нем.) с центральным офисом в Крефельде.
Основной туристский маркетинг в регионе осуществляет Нижнерейнское туристское ООО, охватывающее районы Клеве, Фирзен и Везель, а Также город Крефельд (центральный офис в Фирзене).